# Escriptori web
Un escriptori web o webtop és un entorn d'escriptori incrustat en un navegador web o en una aplicació client similar. Un Webtop integra aplicacions web, serveis web, aplicacions client-servidor, servidors d'aplicacions, i aplicacions en el client local en un entorn d'escriptori usant la metàfora de l'escriptori. Els escriptoris web proporcionen una interfície gràfica d'usuari similar a la de Windows, Mac OS o de sistemes Unix i Linux. Es tracta d'un escriptori virtual que s'executa en un navegador web. En un webtop les aplicacions, dades, arxius, configuració, opcions i privilegis d'accés, es troben de forma remota a la xarxa. Gran part de la informàtica es porta a terme de forma remota. El navegador s'usa principalment per a finalitats de visualització i d'entrada. Els termes "escriptori web" i "webtop" són diferents dels del sistema operatiu web, un sistema operatiu en xarxa com TinyOS o un sistema operatiu distribuït com Inferno. En l'ús popular, l'escriptori web, es relaciona a vegades incorrectament com a sistemes operatius web, o simplement WebOS. Exemples de Webtop són EyeOS, universeOS i Oneye.